# La Grève-sur-Mignon
La Grève-sur-Mignon é uma comuna francesa na região administrativa da Nova Aquitânia, no departamento de Charente-Maritime. Estende-se por uma área de 11,48 km². Em 2010 a comuna tinha 571 habitantes (densidade: 49,7 hab./km²).